# Jan Smit (voetballer, 1983)
Jan Smit (Volendam, 27 februari 1983) is een Nederlands voormalig profvoetballer van FC Volendam. In 2002 debuteerde hij voor FC Volendam in de Eerste divisie. Hij kwam tot 25 profwedstrijden waarbij hij drie keer scoorde. In het seizoen 2006/07 speelde Smit voor Ajax Zaterdag. Een jaar later keerde hij terug in Volendam waar hij tot 2013 voor RKAV Volendam speelde.

## Clubs
| Periode     | Club          |
| ----------- | ------------- |
| 2007 - 2013 | RKAV Volendam |
| 2006 - 2007 | Ajax Zaterdag |
| 2002 - 2006 | FC Volendam   |